# Münster-Geschinen
Pour les articles homonymes, voir Munster.
Münster-Geschinen est une ancienne commune suisse du canton du Valais, située dans le district de Conches dont elle a été le chef-lieu.

Photo aérienne (1955).

## Histoire
La commune est formée, en 2004, par la fusion des 2 anciennes communes de Münster et Geschinen.
La commune fusionne le 1er janvier 2017 avec les communes de Blitzingen, de Grafschaft, de Niederwald et de Reckingen-Gluringen pour former la commune de Goms.

## Culture et patrimoine

### Héraldique
| Blason | Blasonnement : Coupé de gueules et d'argent à deux croix pattées, alésées de l'un en l'autre . |